# August Steiger
August Steiger (* 10. April 1884 in Eckartsau; † 11. September 1963 ebenda) war ein österreichischer Politiker (CSP) und Landwirt. Steiger war von 1930 bis 1932 Abgeordneter zum Landtag von Niederösterreich.

## Leben
August Steiger besuchte die Volksschule und übernahm die elterliche Landwirtschaft im Jahr 1912.

## Politik
Steiger war von 1919 bis 1938 Bürgermeister von Eckartsau und vertrat die Christlichsoziale Partei zwischen dem 18. Dezember 1930 und dem 21. Mai 1932 im Niederösterreichischen Landtag. Im Zuge der Machtübernahme der Nationalsozialisten wurde Steiger zwischen März und Juni 1938 inhaftiert. Nach dem Zweiten Weltkrieg übernahm Steiger zwischen 1945 und 1948 erneut das Amt des Bürgermeisters. Er war Vizepräsident des Rübenbauernbundes und hatte von 1945 bis 1948 das Amt des Obmanns der Bezirksbauernkammer Groß-Enzersdorf inne, das er bereits zwischen 1922 und 1938 ausgeübt hatte.